# Cyklon Mekunu
Cyklon Mekunu – cyklon tropikalny, który w maju 2018 roku uderzył w południową część Półwyspu Arabskiego, pustosząc między innymi miasto Salala w Omanie.  Spustoszona została także jemeńska wyspa Sokotra, gdzie ze względu na zniszczenie lokalnych dróg do wielu miejsc nie mogły dotrzeć służby ratunkowe. Zniszczenia potęgowane były przez silne opady deszczu, które spowodowały, że suchymi dolinami wadi w muhafazie Zufar i Prowincji Centralnej spłynęły ogromne ilości wody.
W południowej części Arabii Saudyjskiej intensywne opady deszczu doprowadziły do nagromadzenia się wody deszczowej na powierzchni ziemi i powstania tymczasowych "jezior" na pustyni Ar-Rab al-Chali. Zjawisko to nie było obserwowane w tej części świata od 20 lat.

## Ofiary cyklonu
| Kraj  | Ofiary śmiertelne |
| ----- | ----------------- |
| Jemen | 24                |
| Oman  | 7                 |
| Razem | 31                |